# Trevor Taylor (Politikwissenschaftler)
Trevor Taylor (* 1946) ist ein britischer Politikwissenschaftler und Leiter der Forschungsgruppe Defence, Industries and Society des Royal United Services Institute for Defence and Security Studies (RUSI). Zudem ist er als Berater des Institute of Security Governance tätig, das der Naval Postgraduate School im kalifornischen Monterey angegliedert ist. Er amtierte von 1993/94 als Vorsitzender der British International Studies Association (BISA).
Taylor ist emeritierter Professor der Cranfield University, Campus Shrivenham, wo er 12 Jahre lang Verteidigungsmanagement lehrte, davor war er Professor für Internationale Beziehungen an der Staffordshire University. Von 1990 bis Ende 1993 leitete er das Programm für internationale Sicherheit am Chatham House.
Seine akademische Ausbildung erhielt er an der London School of Economics (Bachelor und Ph.D.) sowie der Lehigh University in Pennsylvania (Master).

## Schriften (Auswahl)
- Mit John Louth: British defence in the 21st century. Routledge Taylor and Francis Group, London/New York 2019, ISBN 978-1-315-20238-9.
- Mit Keith Hayward: The UK defence industrial base. Development and future policy options. Brassey's Defence Publishers, London/Washington 1989, ISBN 0-08-036713-5.
- Defence, technology, and international integration. St. Martin's Press, New York 1982, ISBN 0-312-19115-4.
- European defence cooperation. Routledge & K. Paul, London/Boston 1984, ISBN 0-7102-0299-7.